# (500458) 2012 TD209
(500458) 2012 TD209 es un asteroide perteneciente al cinturón de asteroides, descubierto el 29 de enero de 2009 por el equipo del Spacewatch desde el Observatorio Nacional de Kitt Peak, Arizona, Estados Unidos.

## Designación y nombre
Designado provisionalmente como 2012 TD209.

## Características orbitales
2012 TD209 está situado a una distancia media del Sol de 3,132 ua, pudiendo alejarse hasta 3,324 ua y acercarse hasta 2,941 ua. Su excentricidad es 0,061 y la inclinación orbital 9,285 grados. Emplea 2025,44 días en completar una órbita alrededor del Sol.
Los próximos acercamientos a la órbita de Júpiter se producirán el 30 de septiembre de 2024, el 31 de agosto de 2097 y el 3 de enero de 2108, entre otros.

## Características físicas
La magnitud absoluta de 2012 TD209 es 16,7. 